# Мартынюк, Николай Ильич
Никола́й Ильи́ч Мартыню́к (22 апреля 1934 года, Тамга, Шмаковский район, Приморская область, СССР — 10 апреля 2021 года, Владивосток, Россия) — советский военно-морской деятель, первый заместитель начальника штаба Тихоокеанского флота (1984—1991), вице-адмирал (1988).

## Биография
Родился 22 апреля 1934 года в селе Тамга Лесозаводского района Приморского края в крестьянской семье.
После окончания в 1952 г. средней школы поступил на артиллерийский факультет  Тихоокеанского высшего военно-морского училища имени С. О. Макарова, который окончил в 1956 году с отличием.
В 1956—1966 годах служил на надводных кораблях Камчатской флотилии, где был командиром на двух тральщиках и эсминце "Безбоязненный".
В 1965—1966 годах был слушателем академии Советской Армии.
С 1966 по 1969 годы служил на Северном флоте, где командовал большим ракетным  кораблем "Дерзкий".
С 1969 года был слушателем Военно-морской академии имени Маршала Советского Союза А. А. Гречко, которую окончил с отличием в 1971 году.
В 1971—1991 годах служил на Тихоокеанском флоте, где прошел путь от начальника штаба 82-й бригады кораблей резерва до 1-го заместителя  начальника штаба флота (с 1984 года). Неоднократно на кораблях 10-й оперативной эскадры участвовал в дальних походах и выполнении задач боевой службы.
В 1988 году присвоено звание вице-адмирала флота.
С 1991 года — вице-адмирал в отставке.
Cкончался 10 апреля 2021 года во Владивостоке на 87-м году жизни после тяжёлой болезни. Похоронен на Морском кладбище.

## Общественная работа
Депутат городского Совета г. Владивосток по 149 избирательному округу (1990-1993). Избран председателем комиссии по вопросам оборонной работы. Член Президиума Совета (1990-1991).

## Факты биографии
В 1978 году самостоятельно принял решение остановить американский фрегат в территориальных водах СССР, открыв огонь у него по курсу.

## Награды
- Орден Красной Звезды
- Орден «За службу Родине в Вооружённых Силах СССР» 3 степени
- Медали СССР и России.